# Sjevernofrizijski jezik
Sjevernofrizijski jezik (ISO 639-3: frr; Nordfriesisch; frizijski noardfrysk), jedan od tri frizijska jezika, šire zapadnogermanske skupine kojim govori oko 10 000 od 60 000 etničkih sjevernih Friza u bundesländu (federalna država) Schleswig-Holstein na sjeveru Njemačke. Govorno područje se nalazi u obalnom području između rijeka Eider na jugu i Wiedau na sjeveru, nadalje na otocima Föhr, Amrum, Sylt, Norstrand, Pellworm, Hallig i Helgoland. Ima nekoliko dijalekata među kojima je sölreng na otoku Sylt, gotovo nestao. Ostali su: mooringer (kopno), ferring na Föhru i Amrumu.

## Vanjske poveznice
- wikipedija na sjevernofrizijskom jeziku
- Ethnologue (14th)
- Ethnologue (15th)